# 石川重次
石川 重次（いしかわ しげつぐ）は、安土桃山時代から江戸時代初期の武将。徳川氏の家臣。

## 生涯
最初は徳川家康の子信康付きの家臣だったが、天正7年（1579年）信康が処刑されると、内藤家長の与力との話もあったがこれを固辞して逐電した。天正8年（1580年）家康が駿河に出兵した際、密かに石川数正隊に属して武田氏の足軽大将須藤左門を討ち、それが評判となって再度家康に召し抱えられた。天正10年（1582年）天正壬午の乱で武功があり、天正12年（1584年）小牧・長久手の戦いでは大須賀康高隊に属し、同年の蟹江城合戦では先鋒となった。天正18年（1590年）小田原征伐にも従軍。慶長3年（1598年）朝鮮半島から撤兵指示を伝えるための使者を務めた。後年、徳川秀忠の使番、普請奉行となった。